# Заплатинський Володимир Михайлович
Заплатинський Володимир Михайлович (нар. 13 вересня 1951, м. Єреван, Вірменська РСР — пом. 30 червня 2018, м. Київ, Україна) — український промисловець та політичний діяч, народний депутат Верховної Ради України 3—5 скликань, голова Комітету з питань економічної політики (з 07.2006), кавалер ордену «За заслуги» ІІІ ступеня, Заслужений економіст України.

## Життєпис
Народився 13 вересня 1951 (м.Єреван, Вірменія).
Закінчив Київський технологічний інститут легкої промисловості (1971—1976), «Автоматизація і комплексна механізація хіміко-технологічних процесів».
Народний депутат України 5-го скликання з 04.2006 від Блоку «Наша Україна», № 60 в списку. На час виборів: нар. деп. України, член ПППУ. 04.2006-01.2007 — член фракції Блоку «Наша Україна».
Народний депутат України 4-го скликання 04.2002-04.2006 від СДПУ(О), № 15 в списку. На час виборів: народний депутат України, член СДПУ(О). Член фракції СДПУ(О) (05.2002-12.2004), член фракції ПППУ (з 11.2005). Секретар Комітету з питань економічної політики, управління народним господарством, власності та інвестицій (з 06.2002); голова Тимчасової слідчої комісії ВР України з питань перевірки оприлюднених через ЗМІ фактів корупційних дій, зловживання службовим становищем з боку окремих посадовців (з 09.2005). Член Постійної делегації у Парламентської асамблеї НАТО (з 04.2002).
Народний депутат України 3-го скликання 03.1998-04.2002 від ВО «Громада», № 14 в списку. На час виборів: президент ВАТ «Евіс» (місто Миколаїв), член ВО «Громада». Член фракції «Громада» (05.1998-03.99), член фракції СДПУ(О) (з 03.1999); член Комітету з питань фінансів і банківської діяльності (з 07.1998). Член Контрольної комісії з питань приватизації (з 07.1998), перший заступник голови (з 02.2000).
- 09.1969-09.1971 — студент Миколаївського державного педагогічного інституту.
- 09.1971-08.1976 — студент Київського технологічного інституту легкої промисловості.
- 09.1976-01.1978 — інженер, 01.1978-09.1979 — старший інженер з електрообладнання, старший інженер, Виробниче швейне об'єднання ім. С. М. Кірова, м. Миколаїв.
- 10.1979-02.1981 — майстер з ремонту фарбувально-оздоблювального обладнання, 02.-11.1981 — головний енергетик, 11.1981-01.1983 — заступник директора, Виробниче трикотажне об'єднання ім. XXV з'їзду КПРС, м. Миколаїв.
- 01.-02.1983 — заступник генерального директора, 02.-09.1983 — головний енергетик, 09.1983-07.1992 — генеральний директор Виробничого швейного об'єднання ім. С. М. Кірова, м. Миколаїв.
- 07.1992-04.1998 — президент ВАТ «Евіс», м. Миколаїв.

Член Центральної виборчої комісії (17 лютого−18 березня 2004).
Член СДПУ(О) (до 12.2004).
Академік Української академії наук національного прогресу, Міжнародної академії менеджменту, доктор економіки та менеджменту.
Володимир Заплатинський помер 30 червня 2018 року у Києві у лікарні «Феофанія» після важкої тривалої хвороби.

## Нагороди
Орден Дружби народів (1989). Орден «За заслуги» III ст. (09.2001). Заслужений економіст України (07.2004). Срібна (1991), золота (1993) медаль Фонду Миру. Орден «Різдво Христове — 2000» I ст. (2000). Орден Святого князя Володимира Великого III (2001), II (2001), I ст. (2006).